# دهستان کیسکان
دهستان کیسکان نام دهستانی در بخش مرکزی شهرستان بافت، استان کرمان در ایران است. براساس سرشماری مرکز آمار ایران در سال ۱۳۸۵، جمعیت آن ۲۴۷۲ نفر (۷۲۰ خانوار) بوده‌است.